# 1134
Високе Середньовіччя •  Золота доба ісламу •  Реконкіста •  Хрестові походи •  Київська Русь

## Геополітична ситуація
Візантію очолює Іоанн II Комнін (до 1143). Лотар II є імператором Священної Римської імперії (до 1137), Людовик VI Товстий є королем Франції (до 1137).
Апеннінський півострів розділений: північ належить Священній Римській імперії, середню частину займає Папська область, більша частина півдня належить Сицилійському королівству. Деякі міста півночі: Венеція, Піза, Генуя, мають статус міст-республік.
Південь Піренейського півострова захопили Альморавіди. Північну частину півострова займають християнські Кастилія, Леон (Астурія, Галісія), Наварра та Арагон, Барселона. Королем Англії є Генріх I Боклерк (до 1135), королем Данії Ерік II (до 1137).
У Київській Русі княжить Ярополк Володимирович (до 1139). У Польщі править Болеслав III Кривоустий (до 1138). На чолі королівства Угорщина стоїть Бела II (до 1141).
На Близькому сході існують держави хрестоносців: Єрусалимське королівство, Антіохійське князівство, Едеське графство, графство Триполі. Сельджуки окупували Персію та Малу Азію, в Єгипті владу утримують Фатіміди, у Магрибі Альмохади потіснили Альморавідів, у Середній Азії правлять Караханіди, Газневіди втримують частину Індії. У Китаї співіснують держава ханців, де править династія Сун, держава чжурчженів, де править династія Цзінь, та держава тангутів Західна Ся. На півдні Індії домінує Чола. В Японії триває період Хей'ан.

## Події
- Волинський князь Андрій Володимирович Добрий отримав Переяславське князівство.
- Ізяслав Мстиславич став волинським князем.
- В'ячеслав Володимирович отримав Турів.
- Юрій Довгорукий заснував місто Скнятине.
- У Західній Європі посуха, пожежі.
- Ерік Пам'ятливий став королем Данії, перемігши Нільса I.
- Альморавіди здобули свою останню важливу перемогу в Іспанії, перемігши під Фрагою короля Арагону Альфонсо I Войовника. Незабаром після поразки Альфонсо I помер.
- Королем Арагону став брат Альфонсо I Раміро II Чернець.
- Наварра звільнилася від 60-річного арагонського правління. Її королем став Гарсія Рамірес Відновник.
- Сицилійський король Рожер II придушив повстання в Неаполі.
- Нормани з Сицилії почали завоювання прибережних міст Північної Африки.
- Альбрехт Ведмідь отримав від імператора Лотара II інвеституру на Альтмарк.
- У Норвегії Магнус IV завдав поразки своєму співправителю Гаральду IV.
- Сунський полководець Юе Фей здійснив глибокий рейд у завойований чжурчженями Північний Китай.